# مارموست گوئلدی
مارموسِت گوئلدی یا میمون گوئلدی (نام علمی: Callimico goeldii) یک میمون جهان جدید کوچک بومی آمریکای جنوبی است که در مناطقی از حوضه آمازون در بولیوی، برزیل، کلمبیا، اکوادور و پرو زندگی می‌کند. این جانور، تنها گونه از سردهٔ Callimico است.
مارموست‌های گوئلدی به رنگ سیاه یا قهوه‌ای مایل به سیاه هستند و موهای سر و دم آن‌ها گاهی دارای هایلایت‌های قرمز، سفید یا قهوه‌ای-نقره‌ای است. بدن آن‌ها حدود ۸–۹ اینچ (۲۰–۲۳ سانتیمتر) و دُم آن‌ها حدود ۱۰–۱۲ اینچ (۲۵–۳۰ سانتیمتر) طول دارد.

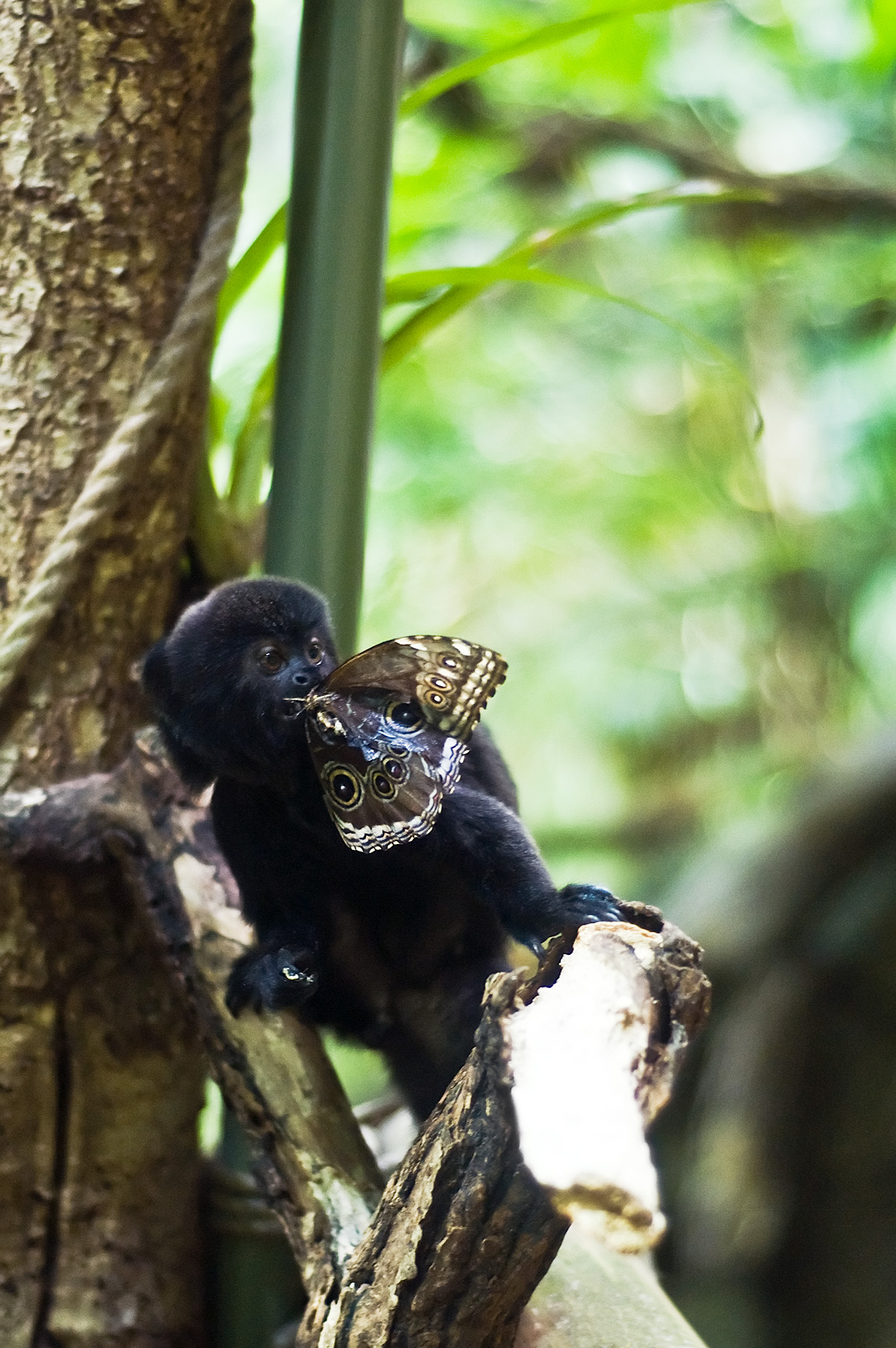
یک مارموست گوئلدی در حال خوردن یک پروانه

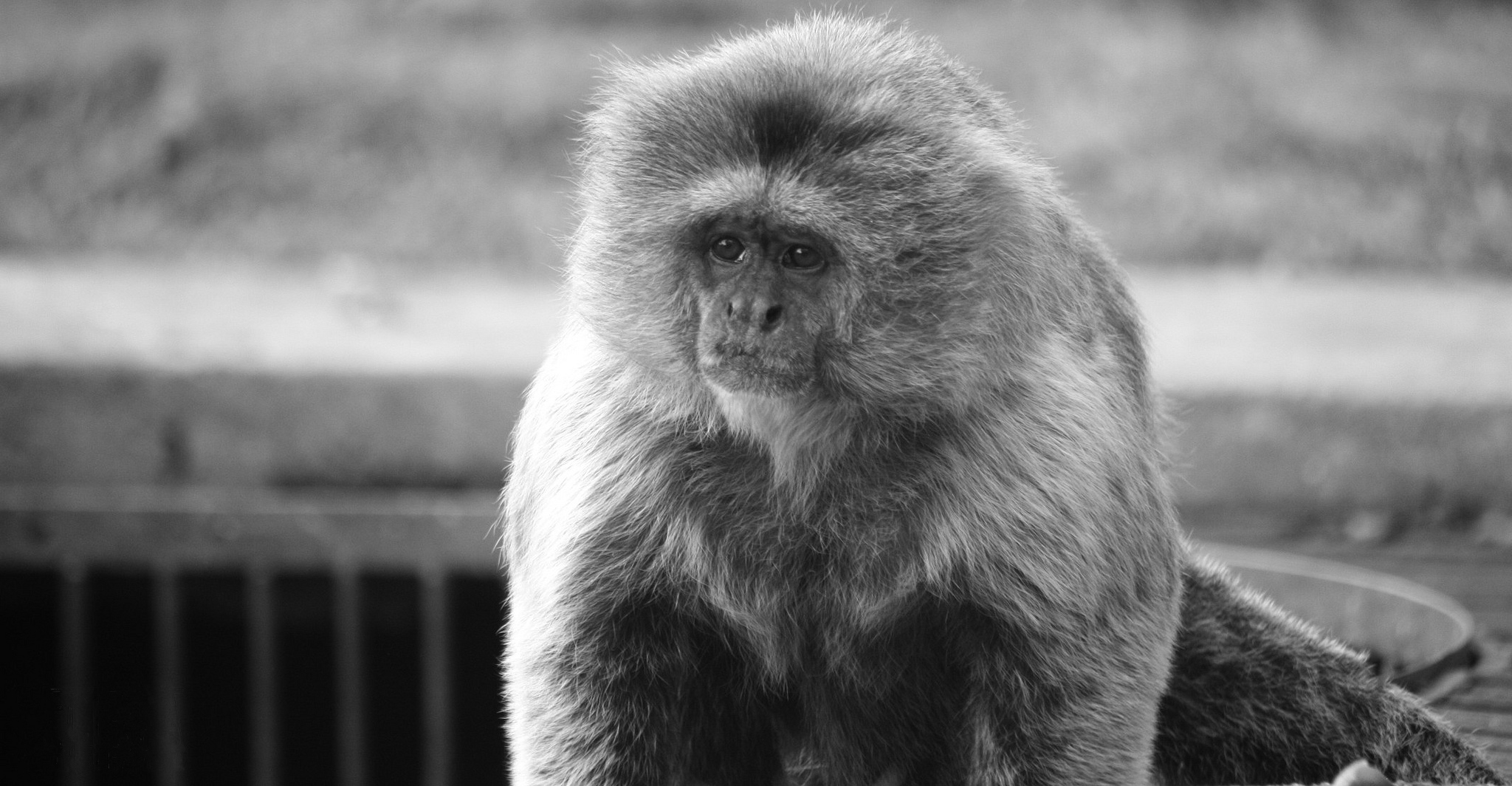
یک مارموست گوئلدی در ونزوئلا

مارموست گوئلدی، نخستین بار در سال ۱۹۰۴ توصیف شد و سردهٔ کالیمیکو (Callimico) را به یکی از جدیدترین سرده‌های میمون تبدیل کرد. این گونه در طبقه‌بندی قدیمی‌تر، گاهی در خانوادهٔ خودش Callimiconidae و گاهی همراه با مارموست‌ها و تامارین‌ها در زیرخانوادهٔ میمون‌های پنجه‌ای در خانوادهٔ میمون‌های شنل‌پوش قرار می‌گرفت.

## ویژگی‌ها
ماده‌ها در ۸٫۵ ماهگی و نَرها در ۱۶٫۵ ماهگی به بلوغ جنسی می‌رسند. دورهٔ بارداری از ۱۴۰ تا ۱۸۰ روز، متغیر است. بر خلاف دیگر میمون‌های جهان جدید، آن‌ها توانایی زایمان دو بار در سال را دارند. مادر در هر بارداری یک نوزاد دارد، در حالی‌که بیشتر گونه‌های دیگر خانوادهٔ Callitrichidae معمولاً دوقلو به‌دنیا می‌آورند. در ۲ تا ۳ هفتهٔ نخست، مادر به‌عنوان مراقب اصلی عمل می‌کند. نوزاد شیرخوار پس از حدود ۶۵ روز از شیر گرفته می‌شود. نسبت تعداد ماده‌ها به نرها، ۲ به ۱ است. امید به زندگی این جانوران در وضعیت اسارت، حدود ۱۰ سال است.
در فصل مرطوب، رژیم غذایی آن‌ها شامل میوه‌ها، حشرات، عنکبوت‌ها، مارمولک‌ها، قورباغه‌ها و مار است. در فصل خشک، آن‌ها از قارچ‌ها تغذیه می‌کنند و تنها پستانداران استوایی هستند که به این منبع غذایی، وابسته‌اند. آن‌ها در گروه‌های اجتماعی کوچک (تقریباً شش فرد) زندگی می‌کنند که بیشتر اوقات در نزدیک یکدیگر قرار دارند و از طریق فریادهایی با صدای بلند، با هم ارتباط برقرار می‌کنند. آن‌ها همچنین به تشکیل گروه‌های چندگونه‌ای با تامارین‌ها مانند تامارین لب‌سفید و تامارین قهوه‌ای معروف هستند.
این گونه، نام خود را از کاشف خود، طبیعت‌شناس سوئیسی-برزیلی، امیل آگوست گوئلدی گرفته‌است.